# Casa de Lara
La casa de Lara es un linaje de la nobleza española, originario del Reino de Castilla medieval, que debe su nombre a la localidad burgalesa de Lara de los Infantes. Dos de sus ramas, ambas de la casa de Manrique de Lara, tienen rango de grandes de España de la primera antigüedad: los duques de Nájera y los marqueses de Aguilar de Campoo.
Los Lara dispusieron de numerosas posesiones en Castilla, León, Andalucía y Galicia. Participaron activamente en el devenir político de los reinos de Castilla y de León entre fines del siglo XI y mediados del siglo XIV, apoyando al monarca reinante, caso de Álvaro Núñez de Lara que llegó a ser regente de Enrique I de Castilla, o en su contra, participando en varias rebeliones de la nobleza. Pedro I de Castilla les desposeyó, siendo rehabilitados por Enrique II de Castilla. Posteriormente los miembros la casa de Manrique de Lara, una rama secundaria de la casa de Lara, ocuparon puestos de relevancia en la administración y en diversas instituciones. Los literatos Diego Gómez Manrique y Jorge Manrique pertenecieron a este linaje.
En el siglo XVII el genealogista e historiador Luis de Salazar y Castro dedicó al linaje de los Lara un extenso estudio en cuatro volúmenes, obra de referencia en el campo de la genealogía nobiliaria llegando incluso a lugares como Centroamérica.

## Historia

### Los orígenes
El cronista Luis de Salazar y Castro atribuyó el origen de la casa de Lara a los condes de Castilla, algunos de los cuales fueron condes de Lara. El primer miembro de la casa de Lara documentado fue Gonzalo Núñez (m. después de 1106), primer tenente documentado del Alfoz de Lara. Los tenentes de Lara acrecentaron sus riquezas y propiedades en Castilla, desde la sierra de Burgos en curso de repoblamiento, hacia Galicia, León y Andalucía, gracias a su activa participación en las guerras de la Reconquista y a sus estrechos vínculos con la casa real.

### Siglos XII, XIII y XIV
En el siglo XII Pedro González de Lara apoyó, en 1113, a la reina Urraca I de León contra el rey Alfonso I de Aragón y se enfrentó a Alfonso VII en 1130. Rodrigo González de Lara, su hermano, también se enfrentó al monarca, aunque posteriormente lo apoyó frente a la invasión de los almorávides, saqueando las comarcas andaluzas. Los hermanos Manrique, Álvaro y Nuño Pérez de Lara disputaron la regencia del reino durante la minoría de Alfonso VIII de Castilla. Álvaro Núñez de Lara fue regente de Enrique I de Castilla. Nuño González de Lara sirvió a Fernando III y a Alfonso X de Castilla, pero en 1270 lideró una alianza de nobles contra el rey. Juan Núñez I de Lara, señor de Albarracín por su matrimonio con Teresa Álvarez de Azagra, opuesto a la coronación de Sancho IV, huyó a Francia, pero luego se unió al rey. Juan Núñez III de Lara encabezó varias rebeliones contra Alfonso XI. Finalmente, la familia, que apoyó al futuro Enrique II, fue desposeída por Pedro I, recobrando su esplendor con el advenimiento al trono de Enrique.

### Escudo de armas
De plata con dos calderas de sable (negro) puestas en palo.
Faustino Menéndez Pidal, «Los sellos de los señores de Molina», Anuario de Estudios Medievales N.º 14; Editor Consejo Superior Investigaciones Científicas; Barcelona (España) 1984; pp. 101-119

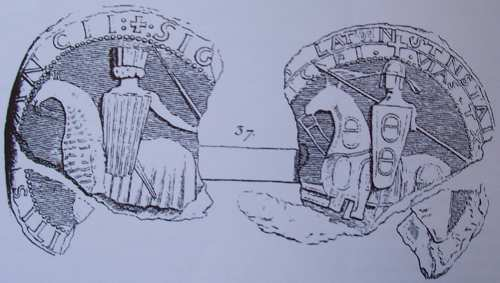
El sello de Nuño Sánchez, de tipo ecuestre, le representa, por un lado, llevando las armas de Aragón, herencia de su padre Sancho I de Cerdaña, hijo de la reina Petronila de Aragón; y por el otro, llevando las armas de la casa de Lara, la familia de su madre.

Las armas con el campo de plata y las calderas negras, fueron usadas por los Lara desde la aparición de los símbolos heráldicos en el siglo XII y así consta en los armoriales del Rey de Armas del título de Aragón, Garci Alonso de Torres y del heraldista catalán Steve Tamborino, según recoge la Heráldica Castellana de Martín de Riquer.

Representaciones de las armas de la casa de Lara se encuentran en la Iglesia de San Antonio de Ibiza, en el pendón de Juan Núñez de Lara de la miniatura del Códice de la Coronación, en las pinturas medievales del castillo de los Calatravos de Alcañiz, en el Salón del Tinell en Barcelona y en la cofia encontrada en el sepulcro del panteón real del monasterio de Santa María la Real de Las Huelgas de Burgos del joven rey Enrique I de Castilla muerto de accidente, a los 14 años en mayo de 1217, cuando estaba bajo la protección de Álvar Núñez de Lara expuesta en el Museo del Monasterio de las Huelgas de Burgos.
Los calderos representan las numerosas tropas que la casa reclutaba entre sus vasallos y simbolizan el poder de pagarlas y alimentarlas a su costa. El emblema de las calderas siempre ha identificado a la casa de Lara desde que se tiene conocimiento de su uso por parte de los descendientes del conde Pedro González de Lara, que murió en 1130. Los sellos más antiguos que se conservan y en los que se pueden ver los motivos heráldicos de las calderas datan del siglo XIII.

### Señores de Lara
- Gonzalo Núñez (fl. 1059–1106)
  - Rodrigo González de Lara (c. 1078-d. marzo de 1144),
  - Pedro González de Lara (m. 16 de octubre de 1130) 
    - Álvaro Pérez de Lara (m. 1172)
    - Milia Pérez de Lara, casada con Gómez González de Manzanedo; sus descendientes son el origen de la Casa de Manrique de Lara.
    - Manrique Pérez de Lara, I señor de Molina (m. 9 de julio de 1164)
      - Pedro Manrique de Lara, Vizconde de Narbona y II señor de Molina (m. enero de 1202)
        - Vizcondes de Narbona
        - Gonzalo Pérez de Lara, (1212-1239), III Señor de Molina
          - Mafalda González de Lara, IV Señora de Molina, esposa de Alfonso de Molina, hijo de Alfonso IX de León.

    - Nuño Pérez de Lara, (m. 1177),
      - Álvaro Núñez de Lara, (c. 1170-1218)
      - Gonzalo Núñez de Lara, (c. 1165-d. 1230)
        - Nuño González de Lara el Bueno (m. 1275)
          - Nuño González de Lara (c.1245 - c. 1291), casado con Teresa Alfonso, hija del rey Alfonso IX de León
          - Juan Núñez I de Lara, (c. 1243 - c.1294)
          - con Teresa Álvarez de Azagra, hija de Álvaro Pérez de Azagra, señor de Albarracín, tuvo a:
            - Álvaro Núñez de Lara (1261-1287)

          - con Teresa Díaz de Haro, hija de Diego López III de Haro, señor de Vizcaya,
            - Juan Núñez II de Lara (c. 1276-1315), casado con 1) Isabel Alfonso de Molina, hija de Alfonso Fernández el Niño y de Blanca Alfonso de Molina, señora de Molina; 2) María Díaz de Haro, hija de Juan de Castilla "el de Tarifa"; 3) María Díaz de Haro, hija de Diego López V de Haro, señor de Vizcaya. Sin descendencia en ninguno de sus matrimonios.
            - Nuño González de Lara (c. 1284-1296), casado con Constanza de Portugal, hija del infante Alfonso de Portugal; sin descendencia.
            - Teresa Núñez de Lara (c. 1280-c. 1314), casada con Alfonso de Valencia, hijo de Juan de Castilla "el de Tarifa".
            - Juana Núñez de Lara (1285-1351), casada primero con Enrique de Castilla el Senador y después con Fernando de la Cerda; con el segundo tuvo a:
              - Blanca Núñez de Lara (1311-1347), casada con Don Juan Manuel.
              - Margarita de Lara (c. 1312/17-1373), monja en el monasterio de Caleruega;
              - María de Lara (1315/19-1379), casada en primeras nupcias con Carlos de Evreux, conde de Etampes y en segundas con Carlos II de Alençon, nieto de Felipe III de Francia, hijo del conde Carlos de Valois y hermano menor de Felipe VI de Francia.
              - Juan Núñez III de Lara (1313-1350), casado con María Díaz de Haro, con quien tuvo a:
                - Juana de Lara (1333–1359), señora de Lara y de Vizcaya, contrajo matrimonio con Tello de Castilla, hijo natural del rey Alfonso XI, y desde la muerte de su cuñado señor de Vizcaya y Lara.
                - Lope Díaz de Haro (c. 1337–1350)
                - Isabel de Lara (c. 1335–1361), señora de Lara y de Vizcaya, contrajo matrimonio con el infante Juan de Aragón, hijo de Alfonso IV de Aragón. Su esposo fue asesinado por orden de Pedro I de Castilla en 1358, y ella lo fue tres años después, en 1361.
                - Nuño Díaz de Haro (1348–1352). Heredó los señoríos de Lara y de Vizcaya a la muerte de su padre.

## Casa de Manrique de Lara

Armas de la casa de Manrique de Lara, una rama de la casa de Lara. Estas armas sin embargo, fueron atribuidas a todo el linaje primitivo por autores como Salazar de Castro en el y posteriores como Atienza (1959)

Una rama que deriva de la casa de Lara cuya descendencia llegó más allá de la Edad Media fue la de los Manrique de Lara, por línea femenina a través de Milia Pérez de Lara casada con el conde Gómez González de Manzanedo. En el siglo XV los Lara apoyaron a los Reyes Católicos durante la guerra contra los partidarios de Juana la Beltraneja. La casa de Manrique de Lara ostentó algunos de los más importantes títulos de Castilla como los de duque de Nájera y marqués de Aguilar de Campoo, todos ellos en posesión de la Grandeza de España.
En 1520, Carlos I de España distinguió a la casa de Lara con la dignidad de la Grandeza de España en las personas de sus más relevantes representantes, el duque de Nájera y el marqués de Aguilar de Campoo, distinción más adelante otorgada también al conde de Paredes de Nava y el conde de Osorno.
Durante los reinados de Carlos I y Felipe II los Manrique de Lara desempeñaron importantes cargos como virreyes, capitanes generales, embajadores y cardenales. Fueron de esta casa también varios miembros de la jerarquía de la Iglesia católica y numerosos caballeros de las órdenes militares y del Toisón de Oro, como el I Conde de Paredes de Nava que llegó a ser Maestre de la Orden de Santiago.
Pertenecieron también a los Manrique de Lara literatos como Jorge o Gómez Manrique.

## Extensión del linaje
El historiador Luis de Salazar y Castro dedicó al linaje de los Lara un estudio dividido en cuatro volúmenes, donde muestra que la extensión de dicha familia fue extenso llegando a tener descendientes en los territorios de ultramar españoles. En 2015 el historiador Hondureño Libny Rodrigo Ventura Lara, (descendiente de la rama de los Lara que emprendieron viaje a Nueva España) explica en su investigación publicada como Herencia medieval en Centro América Historia, leyenda y secreto que Centroamérica el linaje de Lara tomó asiento en la ciudad de Gracias a Dios, Honduras. Así convirtiéndose en una de las familias más pudientes de lo que fue el territorio de Honduras durante el periodo colonial.
El referido Fernando de Lara, sobrino  del maestre sevillano  Cristóbal de Lara, contrajo matrimonio con María de Guevara hija de Ana de Guevara expresamente “noble” en la documentación. Su hermano, Diego de Guevara, estuvo casado con una de las hijas del capitán Alonso de Cáceres, fundador de Comayagua, capital colonial de Honduras.